# ジョニー・ジャクソン (サッカー選手)
ジョン・アレック・ジャクソン （John Alec Jackson, 1982年8月15日 - ）は、イングランド・ロンドン・カムデン区出身の元サッカー選手、サッカー指導者。ポジションはミッドフィールダー(CMF)。

## 経歴
2003-04シーズンにトッテナム・ホットスパーFCのトップチームデビューを果たしたが、マイケル・キャリックやエドガー・ダーヴィッツらの加入もあり、2006年にトッテナムを去るまでトップチームで満足に出場機会を得ることは出来なかった。
2010年から所属したチャールトン・アスレティックFCでは2018年に引退するまで8年間にわたってプレー。2011-12シーズンにはPFA年間ベストイレブンに選出された。キャプテンとしてチームを牽引した。
2018年に引退後はチャールトン・アスレティックFCのアシスタントマネージャーに就任した。